# Contea di Xixia
La contea di Xixia (西峡县S, Xīxiá XiànP) è una contea della Cina, situata nella provincia di Henan e amministrata dalla prefettura di Nanyang.